# Полба дикая
Полба дикая, двузернянка дикая, или пшеница двузернянковидная (лат. Triticum dicoccoides) — дикорастущий злак из рода пшеницы. Считается предком одомашненной полбы — одного из первых видов культурной пшеницы. В естественной среде полба дикая распространена на территории так называемого Плодородного полумесяца.

## Таксономия
Triticum dicoccoides (Körn. ex Asch. & Graebn.) Schweinf., Berichte der Deutschen Botanischen Gesellschaft 26a(4): 309 Архивная копия от 29 июня 2019 на Wayback Machine. 1908.

### История изучения
Впервые полба дикая была обнаружена германским агроботаником Ф. А. Кернике среди образцов дикого ячменя в гербарии Имперского музея Вены в 1873 году. Образцы были собраны в 1855 году на северо-западном склоне горы Хермон. В 1889 году Кернике описал свою находку как дикую разновидность полбы (Triticum vulgare var. dicoccoides); уже в это время Кернике рассматривал её как дикого предка культурной пшеницы.
В первом десятилетии XX века полба дикая уже была описана как отдельный вид Triticum dicoccon в 1906 году и как T. dicoccoides Г. А. Швейнфуртом в 1908 году после того, как еврейский агроном Аарон Ааронсон впервые опознал её в естественной среде обитания — в винограднике поселения Рош-Пинна близ Цфата в Палестине. Позже Ааронсон нашёл несколько различных форм этого растения в Палестине и Сирии, и в дальнейшем Кернике описал 16 разновидностей дикой полбы.
В изданной в 1935 году «Культурной флоре СССР» (том 1 — «Пшеница») полба дикая выделена в самостоятельный вид Triticum dicoccoides; тем не менее даже в 1994 году в справочнике «Дикие пшеницы» нидерландского автора ван Слагерена она рассматривалась как подвид пшеницы тучной Triticum turgidum subsp. dicoccoides. В обоих случаях она относится к секции Dicoccoides рода Пшеница. Филогенетический анализ показывает существование двух рас полбы дикой: западной в азиатской части Леванта (Сирия, Ливан, Иордания, Израиль и ПНА) и центрально-восточной — в Турции, Иране и Ираке.

## Внешний вид
Куст стелющийся, высотой от 40 до 110 см, зелёного или фиолетового цвета. Стебель полый либо (в верхней части под колосом) выполненный, с опушёнными узлами. Взрослые листья шероховато-голые, ресничатые, реже коротко-бархатистые, разнятся по длине и ширине.
Колос удлинённый (от 5 до 10 см), узкий, плоский рыхлый или средне-рыхлый, двурядная сторона (7—10 мм) шире лицевой. Колос полбы дикой легко распадается на отдельные колоски длиной от 11 до 20 мм и примерно втрое меньшей шириной. В колоске обычно три развитых цветка и два (в определённых условиях три) развитых зерна, в поперечном разрезе колосок трапециевидной формы с «рогами», формируемыми рёбрами колосковых чешуй. Для наружных цветковых чешуй характерна длинная (до 18 мм), толстая, грубая зазубренная ость. Зёрна длинные и узкие, соотношение длины к ширине и толщине примерно 4:1:1.

## Ареал
В конце XX — начале XXI века полба дикая произрастает на территории так называемого Плодородного полумесяца, включая юго-восточные регионы Турции и гористые местности западного Ирана и восточного Ирака. Наиболее часто она встречается в долине Иордана. Вид, требующий не менее 400 мм осадков в год, при этом демонстрирует высокую приспообляемость к различным почвам и природным условиям, встречаясь как в прохладных и сырых горах Карачадаг в Турции, так и в жарких и сухих долинах Израиля, на высотах от 100—150 м ниже уровня моря до 1600—1800 м выше уровня моря; для него подходят как базальты, так и известняки и терра роса.

## Эволюционная роль
Полба дикая — тетраплоид, по-видимому, являющийся результатом гибридизации двух диплоидных диких злаков — эгилопса из секции Sitopsis и Triticum urartu, произрастающих в Юго-Западной Азии. У каждого из видов-предков 14 хромосом, а у получившегося гибрида — 28. Полба дикая стала чистой линией, при самоопылении дающей генетически идентичное потомство со сходными морфологическими признаками. Самоопыление стало важной чертой как полбы дикой, так и её культурных потомков, позволяя им избегать скрещивания с другими травами.
Время появления полбы дикой оценивается приблизительно 300 000—500 000 лет до наших дней. Процесс её одомашнивания начался более 10 000 лет назад, вероятно, в южном Леванте, где её семена были найдены при раскопках объектов докерамического неолита А. Не поздней 7800 года до н. э. датируется появление первого культурного потомка полбы дикой — собственно полбы, или двузернянки. К 6000 году до н. э. она уже выращивалась в Юго-Восточной Европе, а к 3000 году до н. э. в Египте, Эфиопии, Центральной Азии и Индии. В свою очередь культурная полба была прямым предком тетраплоидной пшеницы твёрдой, а в результате гибридизации с эгилопсом трёхдюймовым — гексаплоидных пшеницы мягкой и спельты. Отдельным, не пересекающимся с этой линией, одомашненным видом стала другая западноазиатская дикая пшеница — однозернянка.
Сама полба дикая в качестве сельскохозяйственного злака имеет ряд недостатков: стелющийся куст (поднимающийся перед колошением, но после созревания снова опускающийся); легко распадающийся колос, что приводит к тому, что колосья приходится собирать уже частично распавшимися; очень плотное заключение зерна в чешуях, что препятствует обмолоту; грубые, сильно развитые ости (в особенности у западной расы). В то же время полба дикая неприхотлива, а её зёрна богаты белком.